# Teotihuacán
Teotihuacán, Teotihuacan (wymowaⓘ [teoːtiː'wakaːn]) – stanowisko archeologiczne położone na centralnym płaskowyżu, na północny wschód od miasta Meksyk; starożytne miasto i ośrodek kultowy. Nazwa stanowiska pochodzi z języka nahuatl i została nadana przez Azteków ok. 500 lat po upadku miasta. Można ją przetłumaczyć jako: miejsce, z którego pochodzą bogowie, miejsce, gdzie rodzą się bogowie lub miejsce, w którym ludzie stają się bogami. Równocześnie jest to nazwa kultury, której wpływ na inne ludy Mezoameryki był przemożny.

## Historia
Według legend zostało ono zbudowane przez olbrzymów, zwanych quinametin, którzy mieli żyć przed pojawieniem się ludzi i zostali zniszczeni przez wielką katastrofę. Na terenie płaskowyżu, od II w. p.n.e. do II w. n.e. powstało wielkie prekolumbijskie centrum religijne związane z kulturą ludów Mezoameryki. Wokół centrum ceremonialnego i religijnego istniało miasto, którego największy rozkwit przypada na IV–VII w. Jego część mieszkalna została zaplanowana na prostokątnej siatce ulic. Przeprowadzono regulację rzeki San Juan, zbudowano zbiorniki wody deszczowej. W kompleksie miejskim powstały place targowe, spichlerze, teatry i boiska do gry w pelotę. Plan urbanistyczny miasta miał układ dwuosiowy. Jedna z osi była w kierunku północ – południe i miała nazwę Aleja Zmarłych, druga oś ciągnęła się ze wschodu na zachód. Według współczesnych szacunków liczba mieszkańców określana jest na ok. 200 tys. Do IX w. wpływy centrum obejmowały całą centralną część Wyżyny Meksykańskiej.
To święte miasto było celem pielgrzymek wielu plemion żyjących w Mezoameryce. Według mitów rdzennych ludów tu powstał świat, nastąpiło oddzielenie światła od ciemności, powstało słońce i księżyc. Najprawdopodobniej w Teotihuacan powstał system religijny przyjęty później przez inne plemiona, a kapłani opracowali kalendarz, według którego liczono czas.
Kultura Teotihuacán została podzielona na cztery okresy archeologiczne:
- Teotihuacán I Tzacualli (600–200 r. p.n.e.) – okres kultury będącej pod wpływem ośrodków Choluli, El Tapalcate, Calchicomula. W I wieku p.n.e. największe znaczenie osiągnęły Cuicuilco i Teotihuacán zbudowane na przeciwnych brzegach jeziora Texcoco. Pojawiła się ceramika o charakterystycznej polichromii negatywnej, okres wznoszenia pierwszych piramid i zasiedlenia Oztoyahualco. Jedynym bogiem znanym z tego okresu jest bóg deszczu, pierwowzór późniejszego Tlaloka.
- Teotihuacán II Miccaotli (od 200 r. p.n.e. do 250 r. n.e.) – okres którego centrum było Azcapotzalco i jego wpływy sięgały m.in. do Choluli i Morelos. W okresie tym rozwinęły się ośrodki w Tres Zapotes, Monte Alban II-III, El Tajin. Powstały freski w Superpuestos, rozwinął się kult Tlaloka i powstała świątynia Quetzalcoatla.
- Teotihuacán III Tlamilolpa-Xolalpan (250–650 r.) – okres rozkwitu i supremacji Teotihuacánu nad całą Doliną Meksykańską, handlu z ośrodkami na całym obszarze Mezoameryki, być może wypraw zdobywczych na ziemiach Majów.
- Teotihuacán III Ahuizolta-Amantla (650–900 r.) – okres rozwoju świadomości religijnej, wzrost znaczenia bóstw i rytuałów składania ofiar z ludzi. Powolny upadek miasta i zastąpienie kultury Teotihuacán kulturą toltecką i przeniesienie głównych ośrodków religijnych do Tula.

Kultura Teotihuacán oddziaływała w sensie kulturowym i religijnym na całą Mezoamerykę, aż do dzisiejszej Gwatemali. Niektórzy naukowcy twierdzą, że mieszkańcy Teotihuacán wysyłali ekspedycje wojskowe dla podboju innych plemion, inni zaś, że ich wpływ był pokojowy – poprzez kontakty handlowe i eksport idei. W miastach Zapoteków, Totonaków i Majów znaleziono siedziby przedstawicieli Teotihuacánu – kupców lub przedstawicieli elit.
Z drugiej strony niektóre zwyczaje mieszkańców Teotihuacánu pozostały na zawsze związane tylko z tym miejscem. Na przykład jedynie tu chowano zmarłych w pozycji zgiętej pod posadzkami domów.
Bogactwo Teotihuacán wzięło się prawdopodobnie z eksploatacji złóż obsydianu w pobliskiej miejscowości Pachuca oraz Otumba. Mimo że Otumba było położone ok. 15 km od Teotihuacán, jego mieszkańcy woleli sprowadzać obsydian z Pachuca, odległego o ok. 50 km.
Obsydian był przerabiany na narzędzia, uważane za luksusowe. Były to ostrza noży, groty strzał, czy ozdoby. Rzemieślnicy różnych profesji zamieszkiwali osobne dzielnice, podobnie jak w średniowiecznej Europie. Były one rozmieszczone wokół centrum ceremonialno-świątynnego, zamieszkanego przez elity władzy – kapłanów, kupców, wojowników. W dzielnicach rzemieślniczych znaleziono warsztaty ceramiczne, tkackie, obróbki obsydianu, a nawet świątynie poświęcone bogom opiekującym się danym rzemiosłem. Często mieszkali tam ludzie z innych regionów, utrzymujących kontakty z Teotihuacánem. Na peryferiach mieszkali chłopi.
Z innych rejonów Mezoameryki sprowadzano kakao, kauczuk, muszle morskie, barwne pióra ptaków tropikalnych, przede wszystkim quetzala i papug oraz futra i to pochodzące zarówno z południowego wschodu – z Gwatemali, jak i z północy – z południowych Stanów Zjednoczonych.
Dodatkowym źródłem bogactwa były pielgrzymki z wielu rejonów do centrum ceremonialnego i religijnego.
W okresie rozkwitu nie było w Kotlinie Meksykańskiej miasta, które mogłoby konkurować z Teotihuacánem. On sam zaś kontrolował wiele miast, np. El Tajin, Copan, Altun Ha, Tikál, Kaminaljuyú i wiele mniejszych ośrodków rozrzuconych nad Zatoką Meksykańską, na półwyspie Jukatan, aż po dzisiejszy Honduras i Belize.
Podczas gdy w innych ośrodkach wiele przedstawień malarskich czy rzeźbiarskich dotyczyło królów, dynastii i wojen, sztuka Teotihuacánu była poświęcona wyłącznie religii. Z kolej skąpa ilość napisów, i to wyłącznie kalendarzowych, nie pozwala nam nazwać przedstawianych bogów. Można ich było zidentyfikować jedynie przez porównanie do przedstawień azteckich.
Nie wiemy natomiast nic o ludziach zamieszkujących to wielkie centrum, skąd pochodzili, jakim mówili językiem i co się z nimi stało. Wiele lat później Totonakowie znad Zatoki Meksykańskiej mówili, że to ich przodkowie byli założycielami Teotihuacán, ale nie da się tego potwierdzić. Aztekowie również twierdzili, że ich przodkowie wywodzą się z Teotihuacánu.
W VII w. centrum Teotihuacánu zostało częściowo zniszczone podczas pożaru. Dzielnice rzemieślnicze nie uległy zniszczeniu. Po pożarze miasto nie wróciło do dawnej świetności. Wyroby rzemieślnicze były coraz gorszej jakości. Stopniowo opuszczane poddało się kolejnym napaściom koczowniczych plemion północy. Prawdopodobnie zostało zajęte przez Tolteków, a później Chichimeków. W X w. zostało opuszczone. Za spadkobierców kultury Teotihuacanu uważa się Tolteków oraz Azteków.

## Zabytki

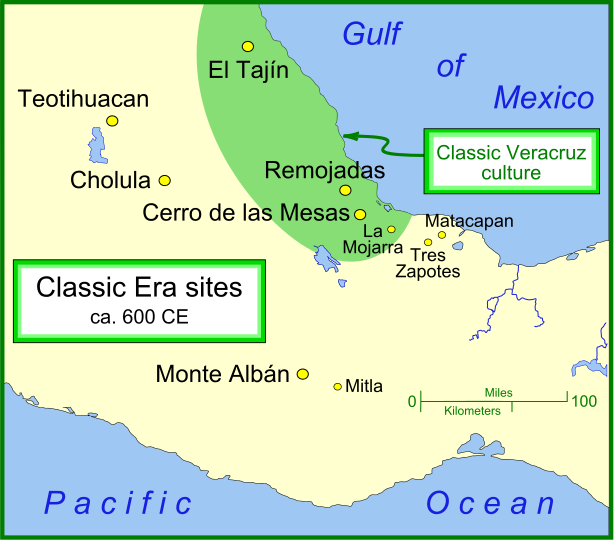
Teotihuacan i inne centra w okresie klasycznym

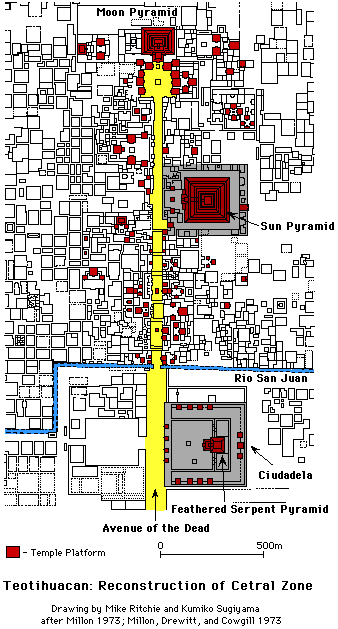
Plan Teotihuacan z czerwca 1967 r.

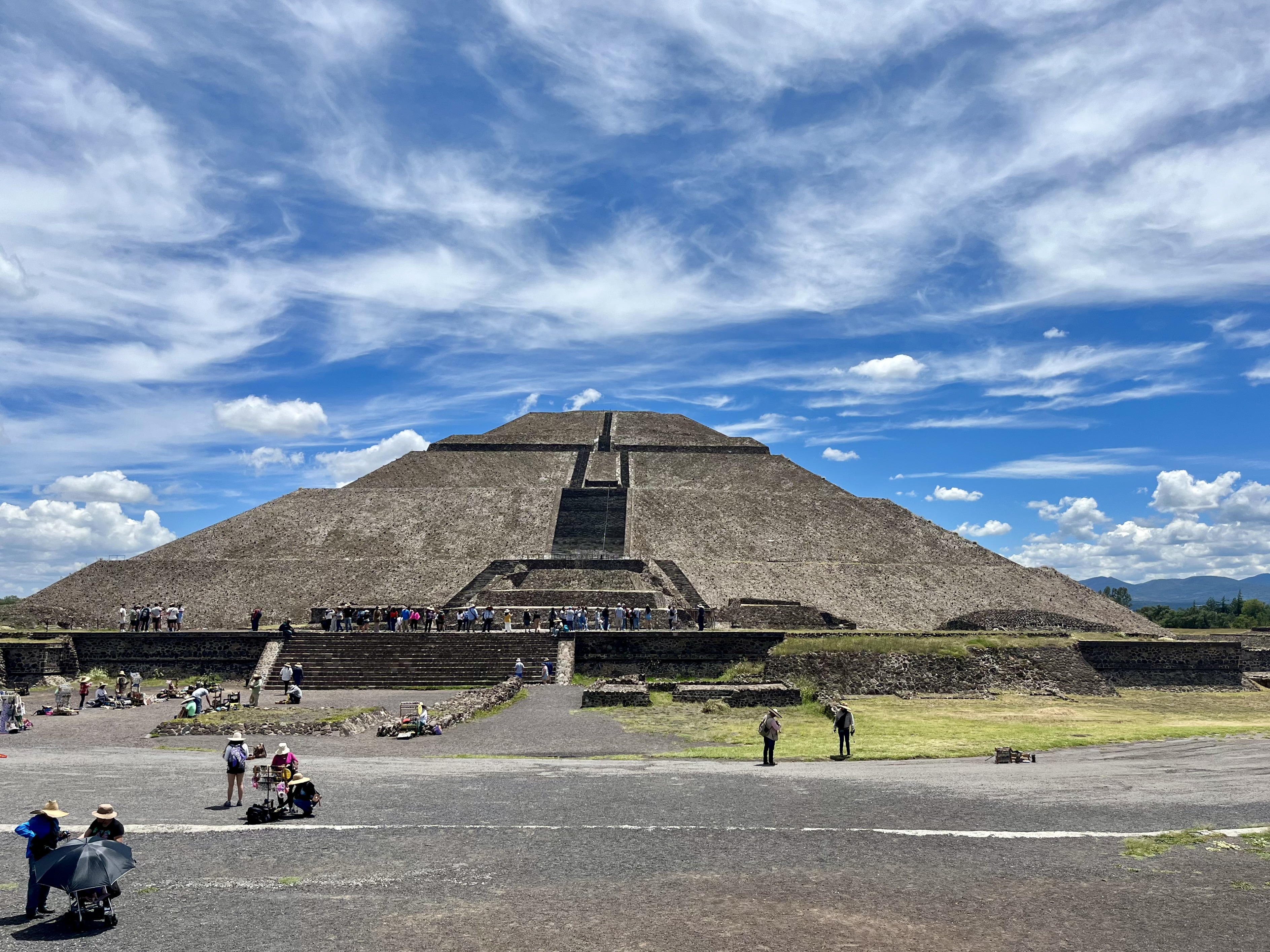
Piramida Słońca

Budowle wzniesione na terenie Teotihuacanu powstały bez użycia metalowych narzędzi, podobnie jak wszystkich ludów prekolumbijskich. Centrum kultowe zostało zbudowane wzdłuż Alei Zmarłych. Aleja o szerokości ok. 40,0 m i długości ponad 2,0 km ciągnęła się od Piramidy Księżyca aż do Cytadeli. Wzdłuż niej usytuowano wiele świątyń oraz Piramidę Słońca – największą budowlę w Teotihuacán i drugą co do wielkości piramidę w Mezoameryce. Dwie piramidy: Piramida Słońca o długości podstawy 225,0 × 207,0 m i wysokość 65,0 m oraz Piramida Księżyca (150,0 × 120,0 × 43,0 m) to najstarsze budowle tego kompleksu. Konstrukcje schodkowych piramid w stylu talud-tablero zbudowane są z kolejnych tarasów stawianych na skarpach. Do budowy użyto wysuszonych na słońcu cegieł adobe i ziemi, po ukształtowaniu budowli obłożono jej ściany płytami kamiennymi, podobnie jak w piramidach Olmeków. Połączone płaszczyzny skośne i poziome ozdobione są rzeźbami. Powierzchnia piramidy była pokryta grubą warstwą stiuków i pomalowana na czerwono. Na najwyższym tarasie zbudowano świątynię, z której zachowały się tylko ruiny. Do piramidy prowadzą strome i wysokie stopnie. U podnóża budowli zachowały się ruiny pomieszczeń kapłańskich. Taki sposób budowania i zdobienia piramid został przyjęty przez inne plemiona Mezoameryki. W 1971 r., podczas prowadzonych prac badawczych, odkryto pod Piramidą Słońca tunel i komory. W 1998 r. na piątym poziomie Piramidy Księżyca znaleziono szczątki trzech osób. Planowane jest wykonanie badań Piramidy Słońca przy użyciu nowoczesnej aparatury – detektora mionów (cząstek elementarnych powstających na skutek promieniowania kosmicznego). Badania – które rozpoczęły się w lipcu 2008 r. – mają odpowiedzieć, czy we wnętrzu piramidy znajdują się wolne przestrzenie (komory grobowe).
Badania prowadzone w obrębie Piramidy Słońca odkryły podziemną jaskinię i jezioro w kształcie liścia koniczyny. Nie wiemy, czemu mogło służyć. Być może miało ono symbolizować mityczne praźródło, związane z początkami miasta.
Wzdłuż Alei Zmarłych powstało wiele świątyń i kompleksów ceremonialnych, jak w żadnym innym mieście Mezoameryki.
Cytadela (nazwa nadana przez konkwistadorów) zbudowana przy końcu Alei Zmarłych to czworokątny plac otoczony 15 świątyniami. Na nim umieszczono też platformę z centralnym ołtarzem. Do najciekawszych obiektów kompleksu należy Świątynia Quetzalcoatla (Pierzastego Węża). Świątynia zbudowana jest w formie piramidy. Jej ściany ozdobione są licznymi rzeźbami wyobrażającymi głowy bogów Quetzalcoatla i Tlaloca (boga deszczu).
W latach 80. XX w. w Świątyni Quetzalcoatla znaleziono 137 szkieletów mężczyzn i kobiet, rozmieszczonych w wielu miejscach, w grupach po 4, 8, 10, 18 i 20 osób. Większość mężczyzn miała ręce związane z tyłu. Były to ofiary poświęcone w trakcie budowy piramidy. Na wprost schodów odkryto również grób, który mógł należeć do elity Teotihuacán, został on jednak obrabowany i jego przynależność nie jest pewna.
Od 2010 r. meksykańscy archeolodzy badają tunel biegnący pod świątynią. W kwietniu 2013 r. przy pomocy robota Tlaloc II, odkryli trzy nieznane dotąd komory.
Podczas prowadzonych prac wykopaliskowych odkryto fragmenty malowideł naściennych zdobiących świątynie i Pałac Zacukali, przedstawiających procesje kapłanów, wojowników, mitologiczne wizerunki bogów oraz zwierząt. Do najciekawszych zachowanych fresków należy przedstawienie raju boga deszczu – Tlalocan. Na malowidle widoczna jest góra, jezioro i dwie rzeki u jej podstawy. Wokół rosną drzewa, krzewy i kwiaty. Wśród nich widnieją kolby kukurydzy i krzewy kakao. Fruwają motyle, ważki. Widoczne są też sylwetki ludzi, odpoczywających, bawiących się. Nie jest pewne, czy postacie ludzkie symbolizują zmarłych przebywających w raju. Tlaloc przedstawiony jest w swojej masce, z pierścieniami wokół oczu, wystającymi kłami i rozdwojonym językiem węża. Na głowie ma pióropusz, a z jego rąk spływają krople deszczu, wody dającej życie. Znaleziono też zachowaną ceramikę, m.in. bogato zdobione cylindryczne, trójnożne naczynia ze stożkowatymi pokrywami. Do ważnych zabytków należą także kamienne maski rytualne.

## Galeria

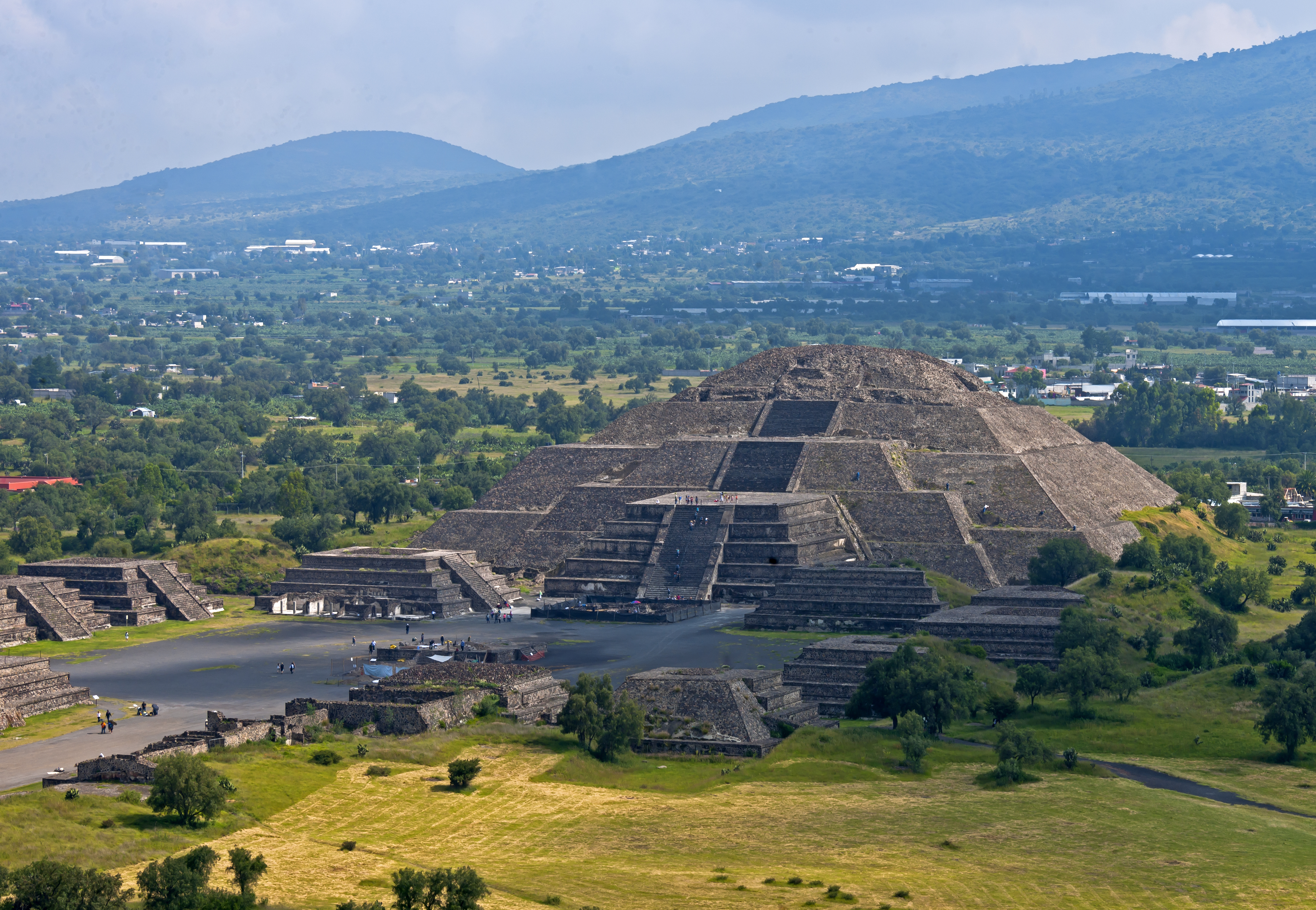
Piramida Księżyca
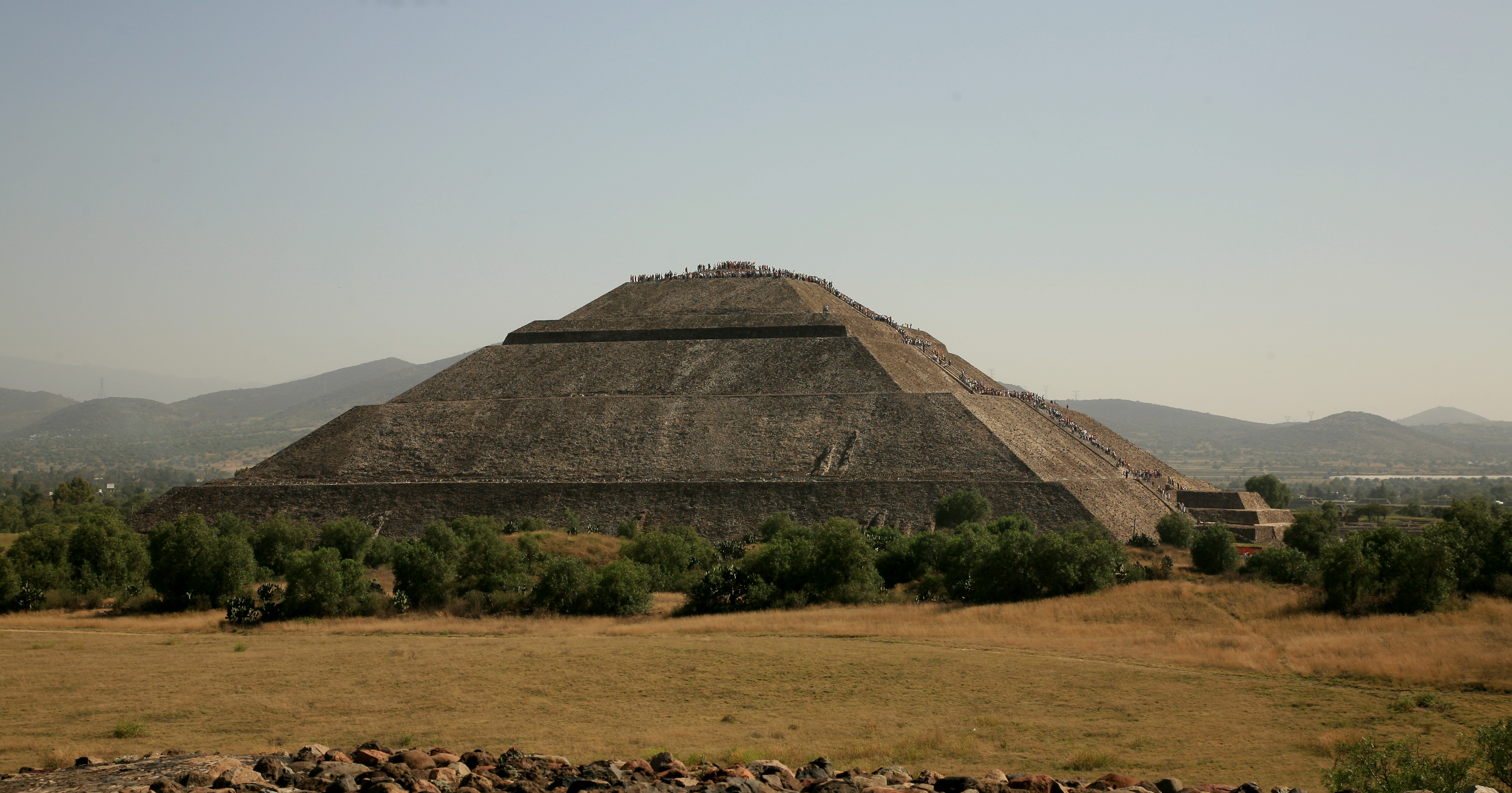
Lewa strona Piramidy Słońca
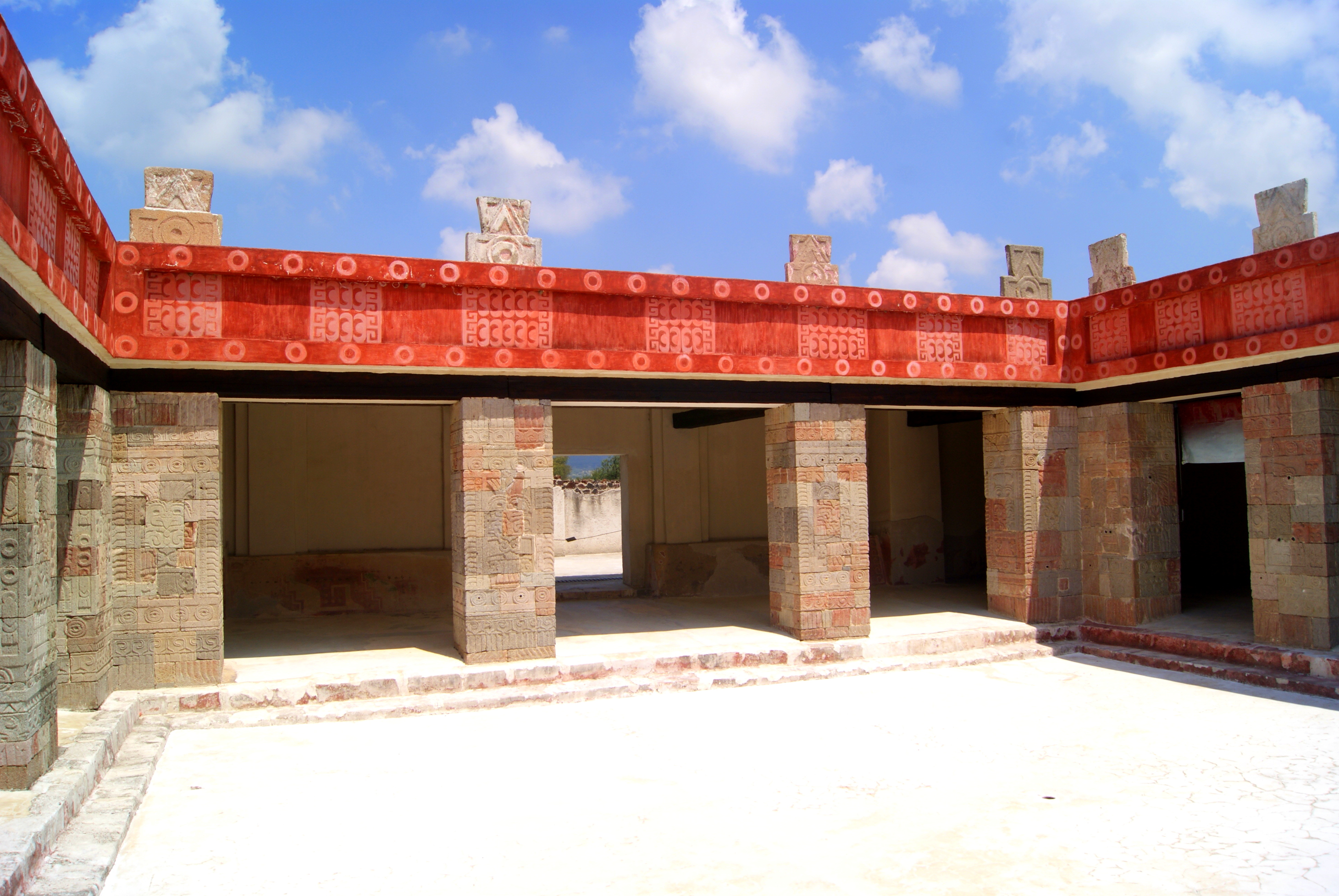
Patio w pałacu Quetzalpapálotla
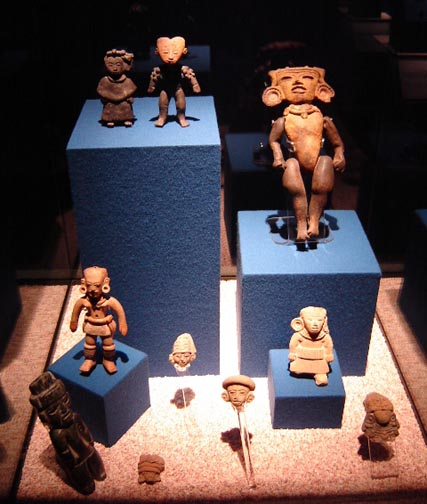
Figurki w miejscowym muzeum
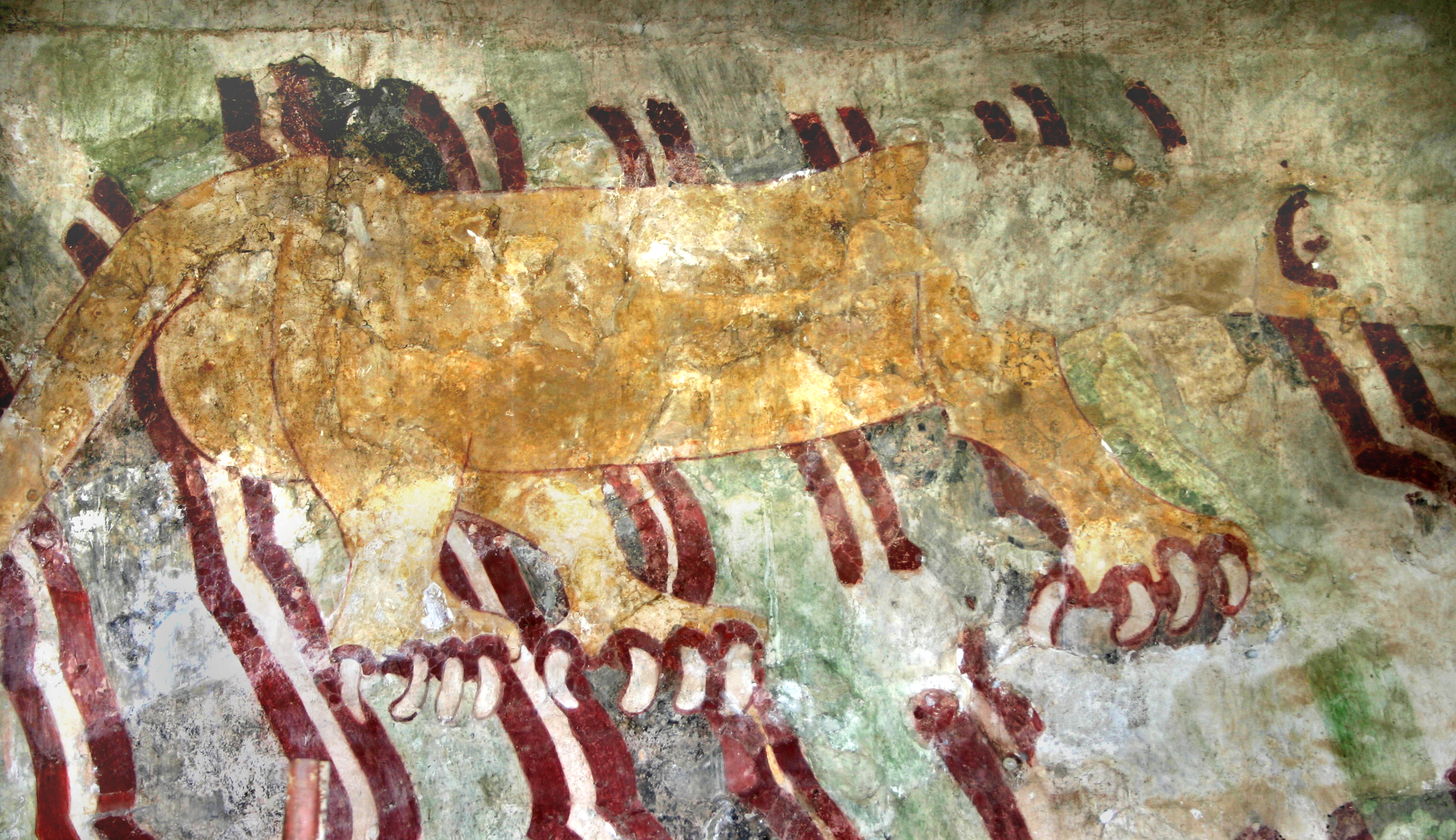
Mural przedstawiający pumę n Alei Śmierci
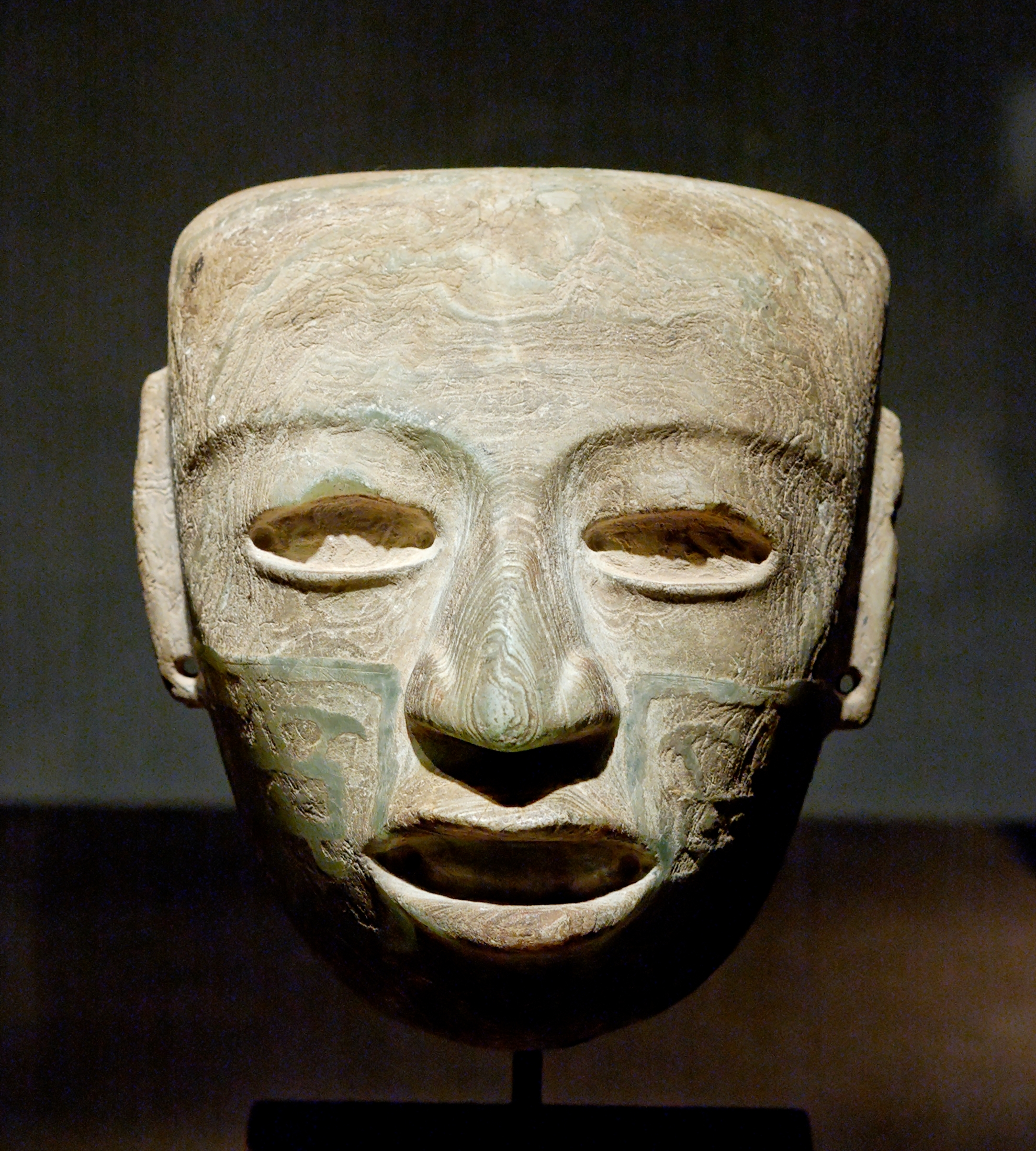
Maska z marmuru, III–VII w.
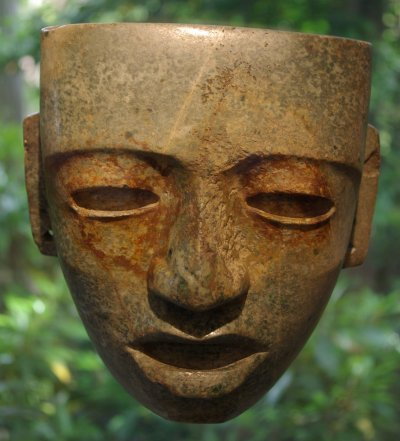
Maska z serpentynitu, III–VI w.
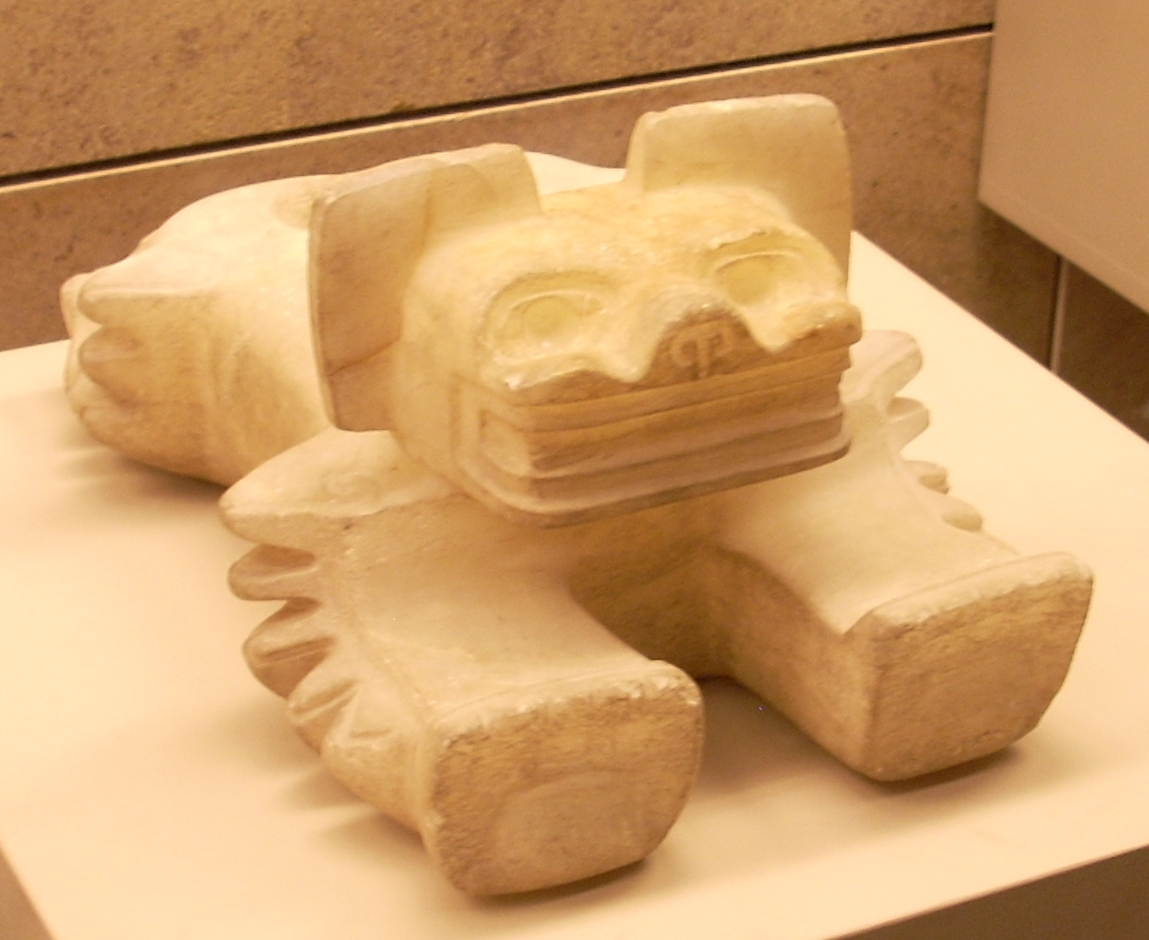
Alabastrowa figurka ocelota z Teotihuacanu, V-VI w., prawdopodobnie pojemnik na ludzkie serca wyrywane ofiarom (British Museum)
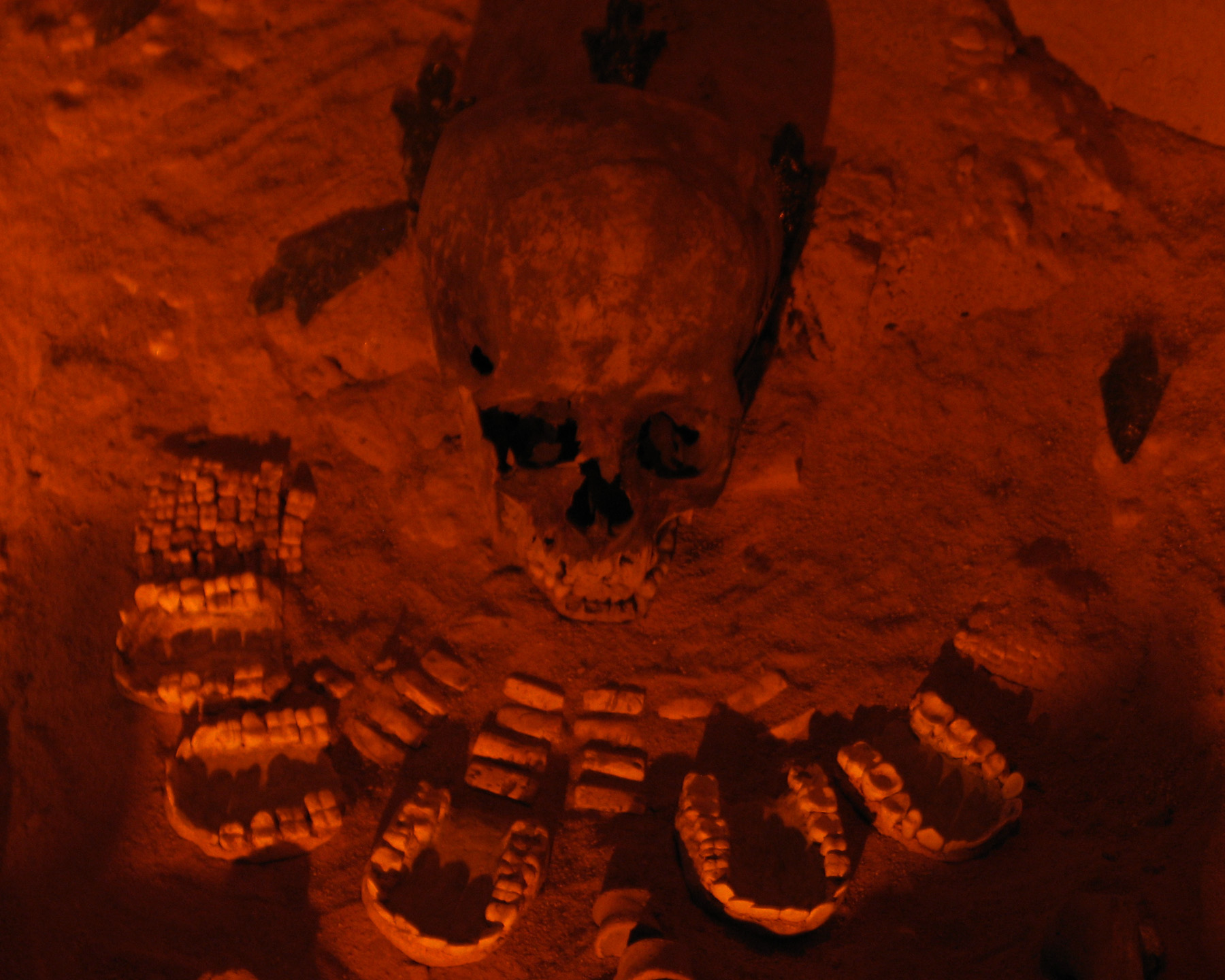
Fragment zbiorowego grobu, ok. 200 r.
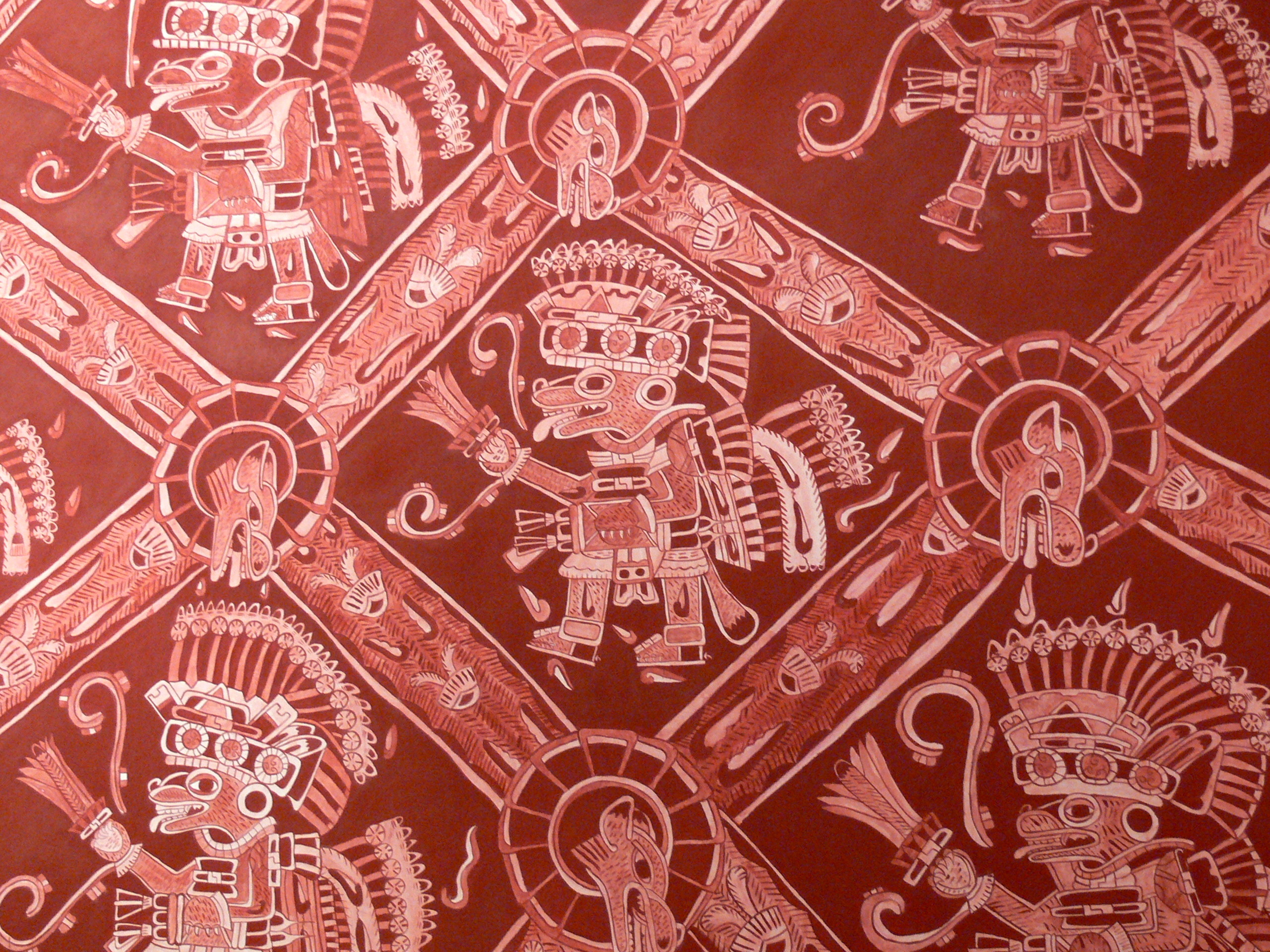
Fragment malowidła z pałacu Atetelco, ok. 450–650 r.
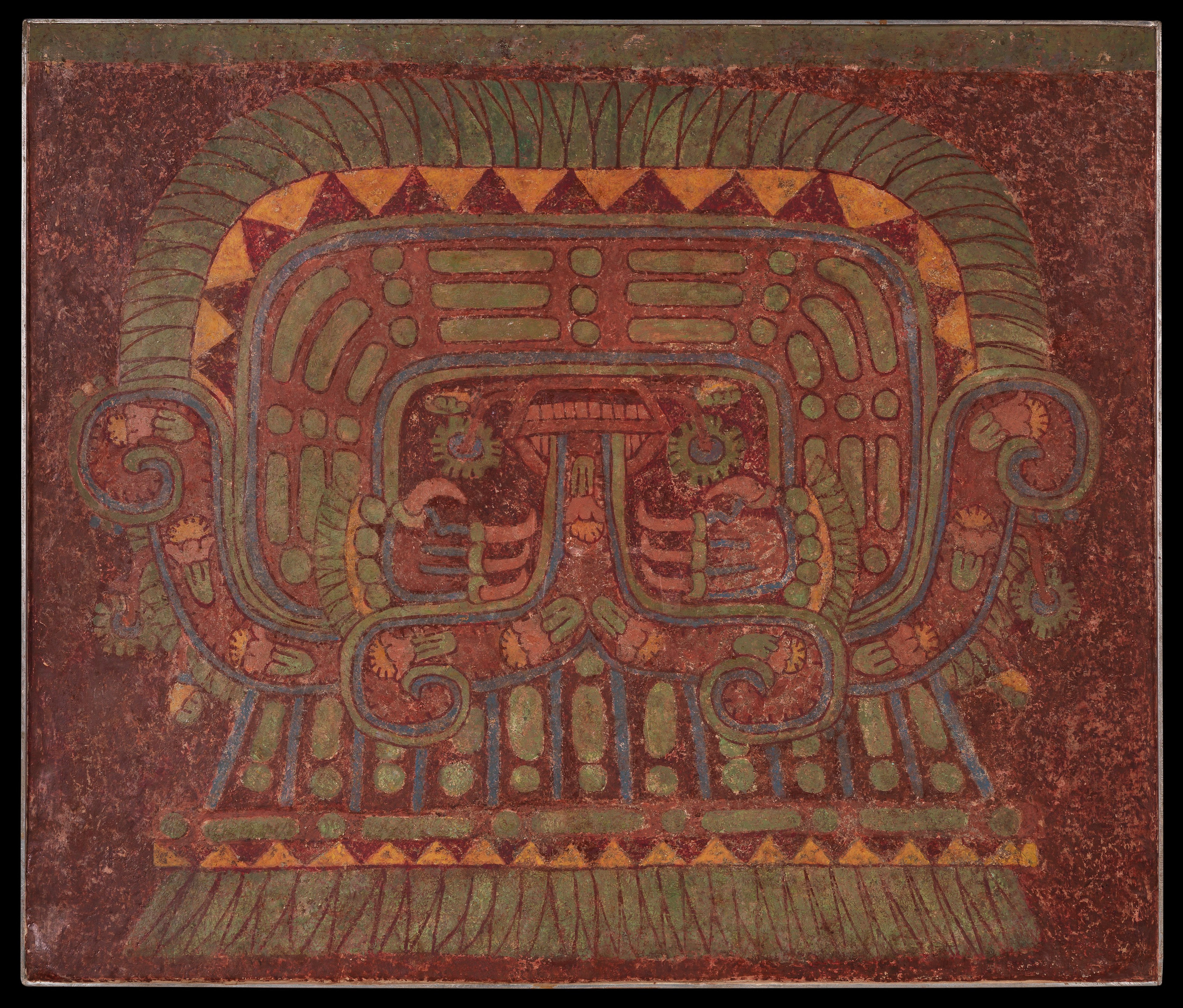
Malowidło ścienne z Teotihuacanu
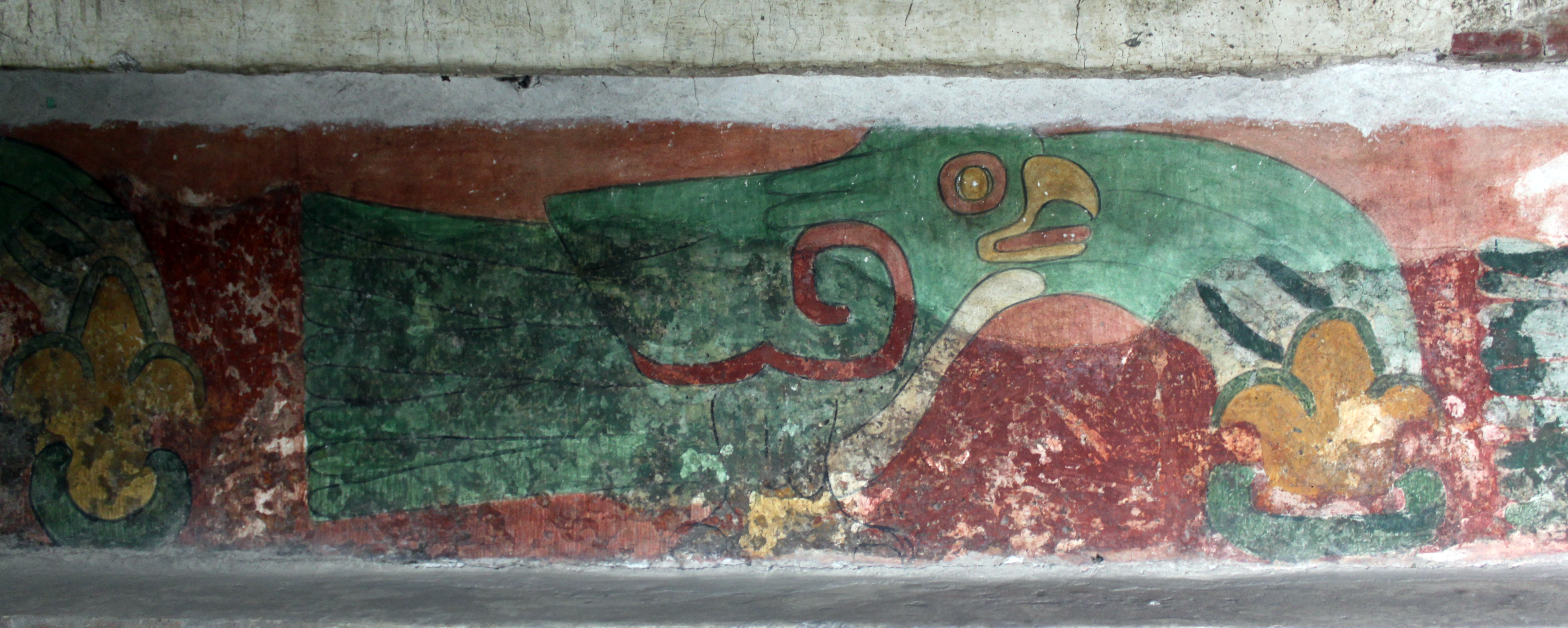
Fragment malowidła – procesja zielonych ptaków